# Nådendals kloster

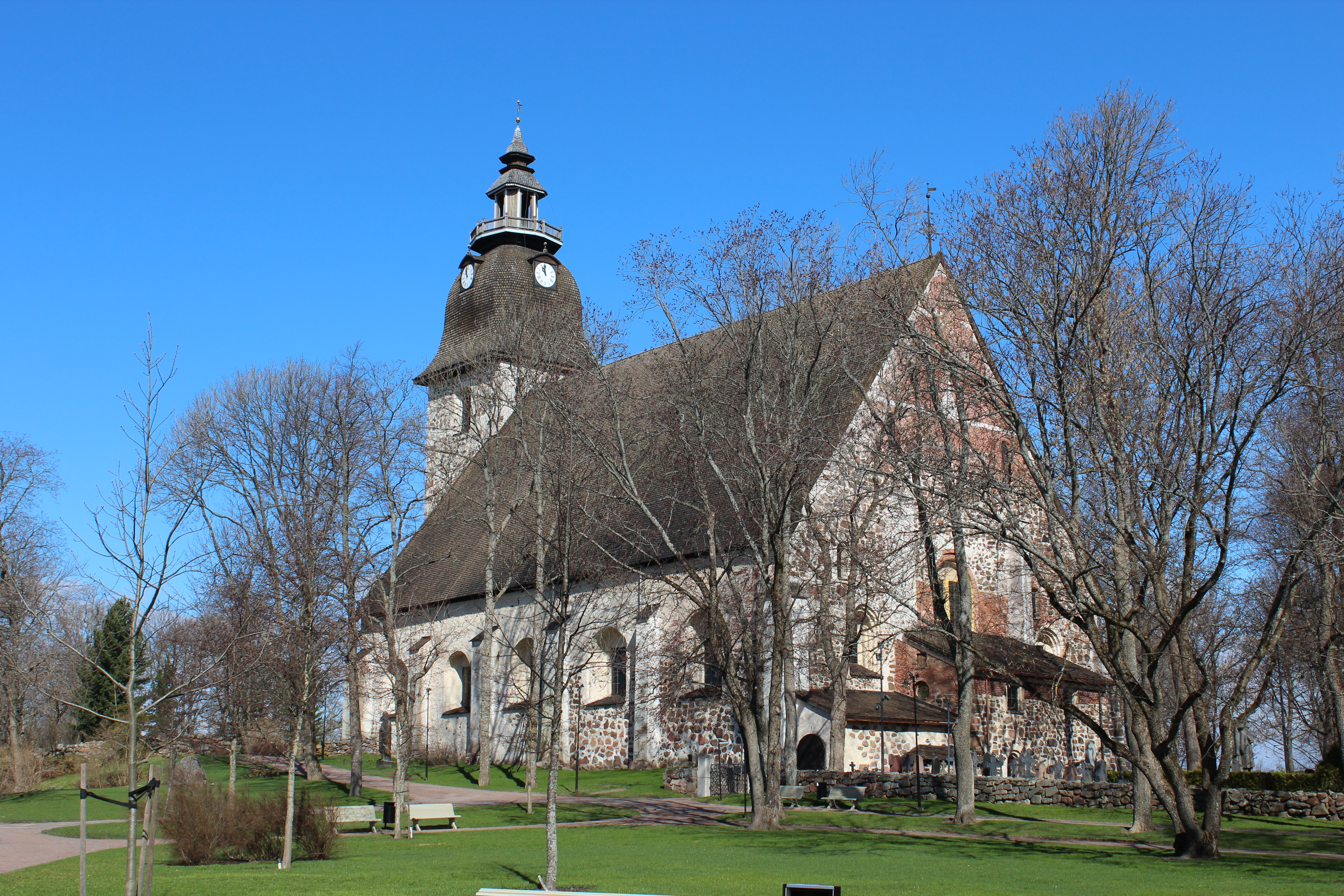
Efter reformationen byggdes klosterkyrkan om till kyrka för stadens församling.

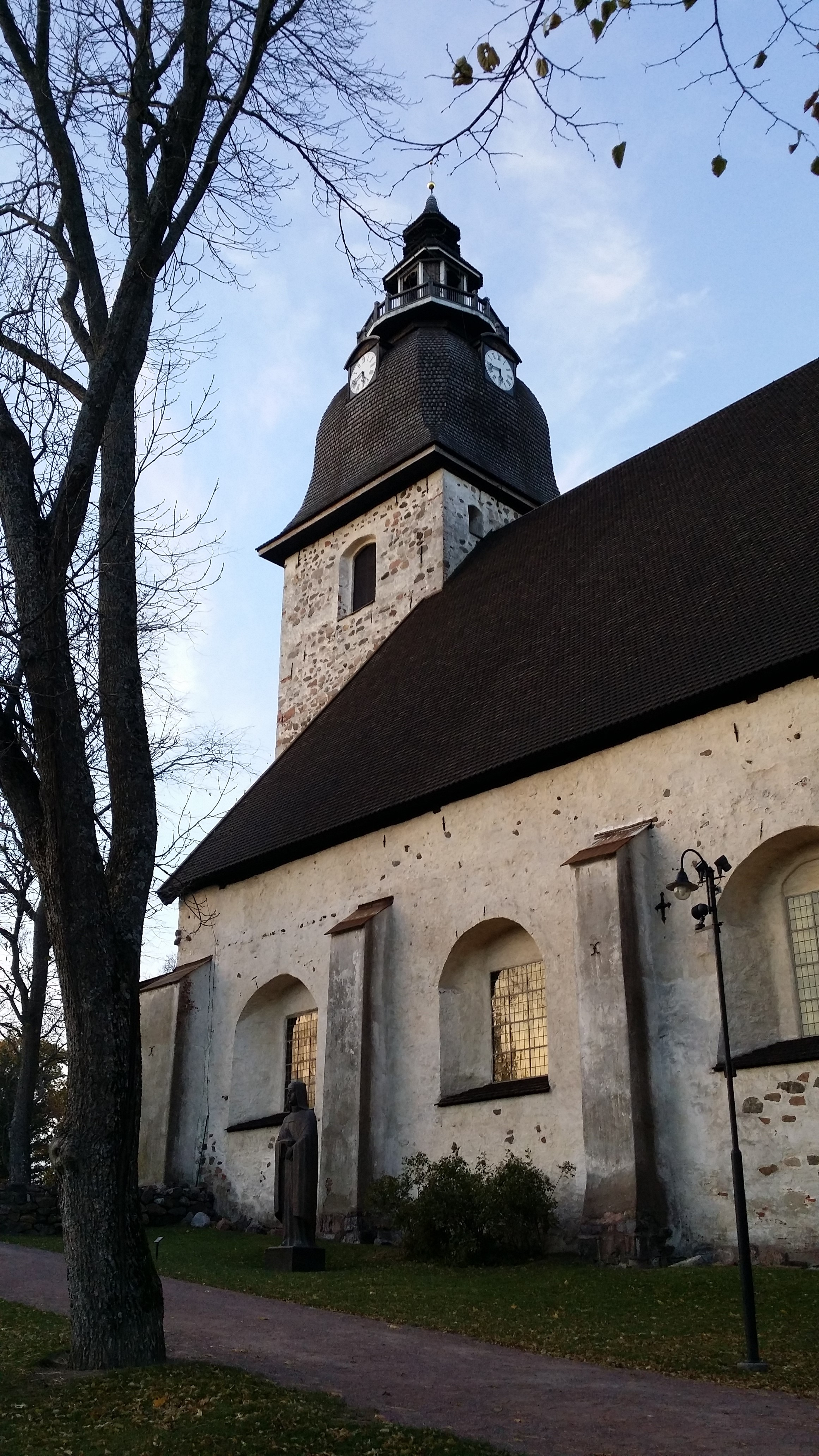
Detalj av kyrkan.

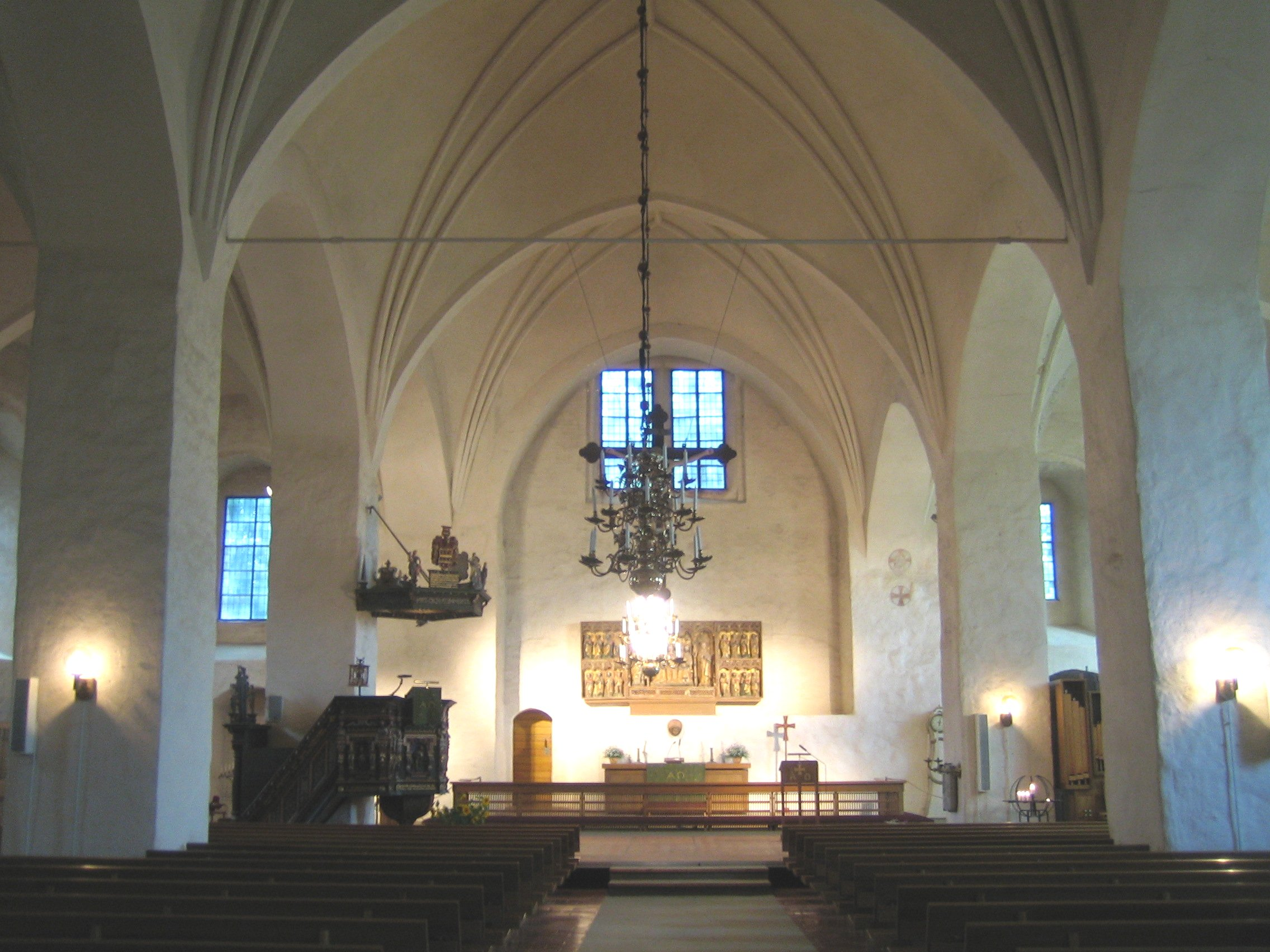
Interiör mot koret.

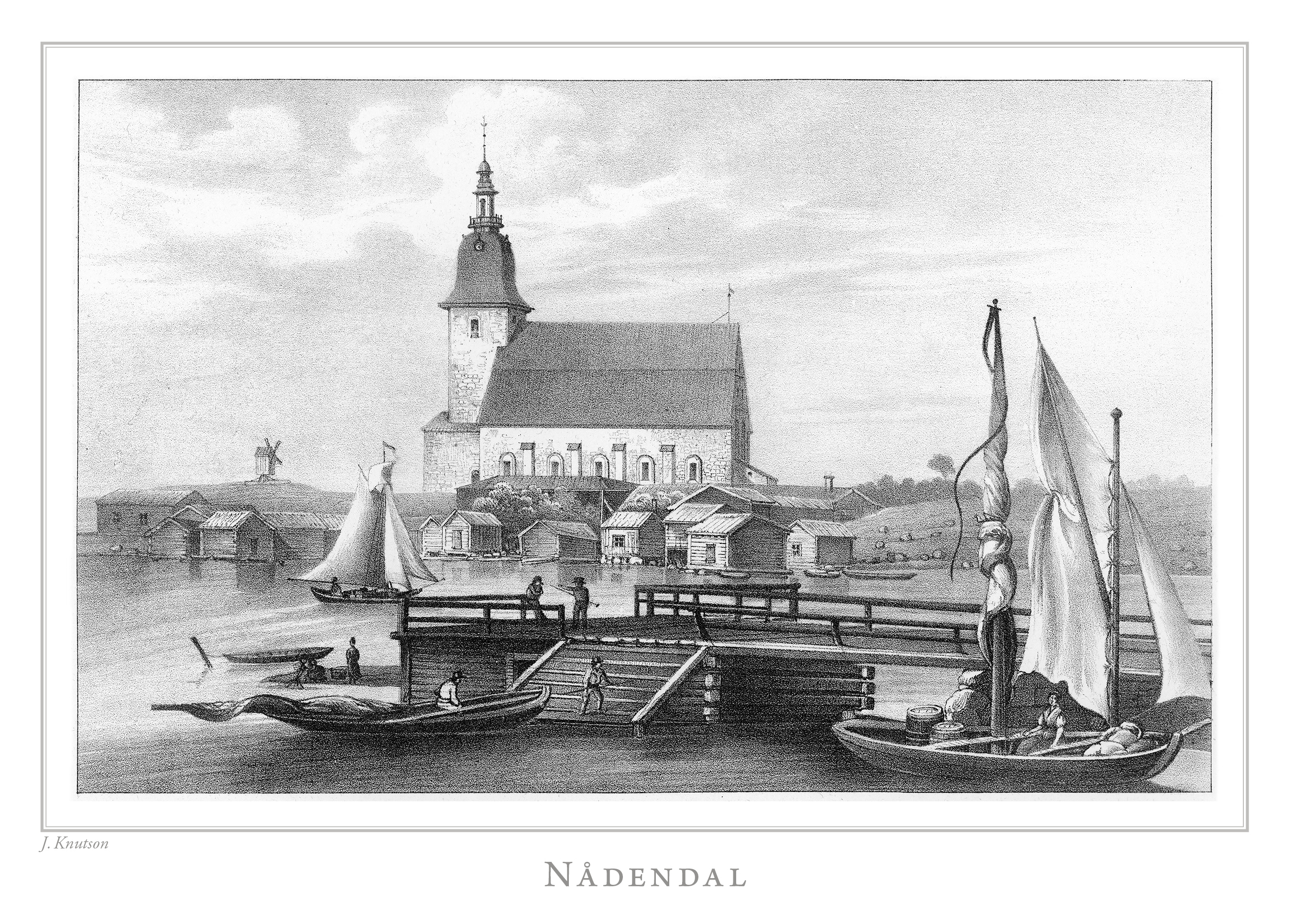
Nådendal med klostret i Finland framstäldt i teckningar

Nådendals kloster (latin Monasterium vallis gratiæ), var ett finländskt kloster av birgittinorden. Det var verksamt från 1438 fram till 1591. Klostret var ett dubbelkloster med både munkar och nunnor. Det låg först i Masko och därefter i Bjärnå, för att slutligen, år 1443, placeras i Nådendal. Det var ett av endast sex kloster i Finland före reformationen, och eftersom de övriga fem var munkkloster, var det också Finlands enda nunnekloster under medeltiden.   

## Historik
Biskop Magnus II Tavast i Åbo samt finländska prästerskapet och ridderskapet hade vänt sig till Sveriges rikes råd med begäran att få anlägga ett nytt dominikankonvent i Finland, men på mötet i Tälje 1438 tillstyrkte rådet, att i stället ett birgittinkloster där måtte stiftas. Biskop Magnus erhöll därför befallning att utse någon lämplig plats. Det bestämdes, att gården Stenberga i Masko socken, som drottning Margareta lagt under kronan, skulle anslås till klostret samt att detta borde helgas åt Jungfru Maria, Johannes döparen, "rikets synnerlige patron", den heliga Anna och den heliga Birgitta i hopp om, att genom deras förböner landets bedrövliga tillstånd skulle förbättras.
Redan i oktober 1438 avsändes från Vadstena två munkar för att grundlägga det finska klostret. Mellan detta och moderklostret underhölls från första stunden livlig förbindelse. 1440 anslog rådet Åsunda härad i Uppland med all kunglig rätt i 13 år till klostrets underhåll, och riksföreståndaren Karl Knutsson (Bonde) tog klostret i sitt skydd samt gav dess sysslomän rätt att över hela Sverige upphandla livsförnödenheter. Kort efter sin kröning bekräftade konung Kristofer av Bayern (1441) allt vad rådet gett till klostret och stadfäste dess beslut att, emedan den först utsedda platsen befunnits vara i många avseenden olämplig, åt klostret upplåta kronans sätesgård Helgå i Bjärnå socken. Därjämte bestämdes, att i närheten skulle uppbyggas ett särskilt härbärge för pilgrimer och vägfarande, på det klostret inte skulle betungas med för stor gästning. Klostret erhöll också jus patronatus till sockenkyrkan.
Men inte heller på denna trakt fanns tjänlig plats, varför konungen (1443) medgav, att klostret måtte flyttas till Ailois i Reso socken, vilken gård av enskilda personer blivit upplåten. Samme konung tillerkände också klostret rätt till fri in- och utförsel. Konung Karl Knutsson (Bonde) utfärdade 1448 skyddsbrev för Nådendals kloster och beviljade detsamma frälsefrihet på de sex gårdar det av kronan erhållit. Ett årtionde därefter erhöll klostret av konung Kristian I likaledes skyddsbrev, som han funnit sig manad att utfärda i synnerhet därför, att de tre nordiska rikena under honom återkommit "till gammal god förening, vänskap och broderligt förbund". Såsom vanligt var, följdes exemplet av hans efterträdare Sten Sture den äldre (1472 och 1488), konung Hans (1499), Svante Nilsson (Sture) (1504) och Sten Sture den yngre (1513).
Rikets råd bekräftade (1504) klostrets patronatsrätt till Bjärnå och anslog åt klostret kronans gods Lonto ö och Lietsala. Många gods och gårdar såväl i Sverige som i Finland skänktes eller testamenterades till Nådendals kloster. Bland stora donationer må nämnas nio gårdar, som ärkebiskop Jakob Ulfsson, biskop Magnus i Åbo, riksföreståndaren Sten Sture och väpnaren Knut Posse skänkte 1490. Likväl fann sig generalkonfessorn Arvidus Nicolai 1496 föranlåten att för moderklostret klaga sin nöd. Han skildrade ryssarnas omilda framfart i Finland, vilken vållat, att den s.k. Birgittapenningen, som landet plägade utgöra, i betänklig grad minskats; stor pest och svår vinter rådde, så att klosterfolket utstått många lidanden och hade endast att välja mellan "martyrium eller flykt". Han bad därför om tillåtelse att, i händelse man nödgades fly ur landet, få en fristad i Vadstena klosters stenhus i Stockholm. Den kristna fromheten uppehöll dock klostret ännu någon tid med nya gåvor.

### Efter reformationen
Men reformationen stod för dörren; och då abbedissan föreställde konung Gustav Vasa klostrets usla tillstånd efter recessen i Västerås, lät han de fyra huvudgårdarna Helga, Stenberga, Lonto ö och Lietsala fortfarande tjäna munkarna och nunnorna till uppehälle. 
Under reformationen återkrävdes mycket av klostrets jord av donatorernas släkt. Klostret förbjöds ta emot nya medlemmar och många medlemmar lämnade klostret, bland andra abbedissan Valborg Joakimsdotter Fleming (abbedissa 1526–1531). Hon efterträddes av Valborg Torkilsdotter (död 1554) och sedan av Birgitta Pedersdotter (abbedissa till 1565), syster till domprosten Hans Petri. 
År 1554 visiterades klostret av den nyvigde biskopen Mikael Agricola. Dess kvarvarande medlemmar lovade då att bli "evangeliska personer", att inte offentligt läsa Birgittas revelationer, att avstå från "helgonens åkallan och andra dylika vidskepelser". År 1556 konfiskerades klostrets egendom och ersattes med ett underhåll. Konung Erik XIV tillät dem behålla sitt understöd. 
Konung Johan III utfärdade flera brev till förmån för abbedissan Birgitta Knutsdotter och de få, då återstående nunnorna, men endast en gård var 1577 anslagen till klostret. Vid denna tid återstod endast fyra nunnor och en munk, som tjänstgjorde som deras präst. Oaktat konung Gustaf 1554 uppburit 28 lödiga mark kyrksilver, funnos åtskilliga dyrbarheter kvar, som avlämnades till konung Johan. 
1584 erhöll den sista abbedissan i Nådendal, Elin Knutsdotter, konungens brev om underhåll från Pontus De la Gardies fögderi i Norrfinland. Kyrkoherden i Reso förflyttades till Nådendals kloster, vars kyrka därmed blev sockenkyrka. Elin Knutsdotter, den sista nunnan, avled år 1591, varmed klostret kan anses slutgiltigt upplöst.

### Föreståndare
- Katarina Bengtsdotter (1440–1445)
- Margareta Arvidsdotter (–1457)
- Birgitta Bengtsdotter (1464)
- Lucia Olofsdotter (Skelge) (d. 1498)
- Katarina Johannis (1504)
- Margit Jönsdotter (1509)
- Valborg Joakimsdotter Fleming (1526–1531)
- Valborg Torkilsdotter (1536–1549)
- Birgitta Pedersdotter (1549–1565)
- Anna Nilsdotter (1565)
- Birgitta Knutsdotter Kurck (1568–1577)
- Elin Knutsdotter (–1591)

## Diskografi
- Bach / Gunnar Idestam on the Monastery Church Organ in Naantali (Finland). CD. Opus 111 OPS 51-9115. 1991.